# 리투아니아 국가재건법

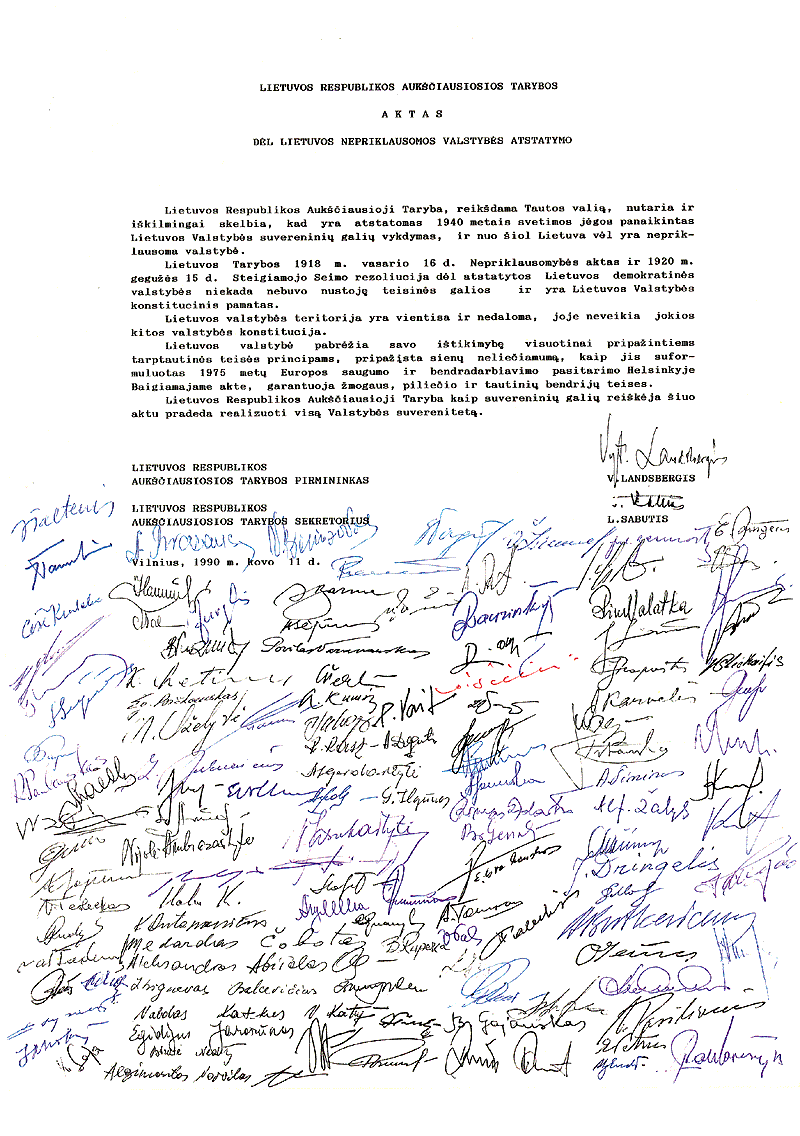

리투아니아 국가재건법(리투아니아어: Aktas dėl Lietuvos nepriklausomos valstybės atstatymo)은 1990년 3월 11일 리투아니아 소비에트 사회주의 공화국이 채택한 독립선언이다. 모든 의원의 서명을 받은 이 법률은 리투아니아를 소련 침공 이전의 시기로 돌려놓는 것을 강조하는데 소련의 공화국 중에서 가장 먼저 독립을 선언한 것이었다. 통용표기로 리투아니아 국가재건에 관한 법률이라고 설명한다.

## 같이 보기
- 리투아니아 독립법